# Jake Packard
Jake Packard (* 20. Juni 1994 in Penrith City, New South Wales) ist ein ehemaliger australischer Schwimmer. Er erhielt bei Olympischen Spielen eine Bronzemedaille. Bei Weltmeisterschaften erschwamm er einmal Silber. Hinzu kam eine Goldmedaille bei Commonwealth Games.

## Karriere
Jake Packard schwamm während seiner Studiums für das Schwimmteam der University of South Carolina.
Bei den Pan Pacific Swimming Championships 2014 in Gold Coast belegte Packard den sechsten Platz über 100 Meter Brust. Die 4-mal-100-Meter-Lagenstaffel mit Mitch Larkin, Jake Packard, Tommaso D’Orsogna und Cameron McEvoy gewann die Bronzemedaille hinter den Staffeln aus den Vereinigten Staaten und aus Japan. Bei den australischen Kurzbahnmeisterschaften siegte Packard 2014 über 100 und über 200 Meter Brust. Ende 2014 trat Packard noch bei den Kurzbahnweltmeisterschaften in Doha an. Er erreichte bei seinen Einzelstarts kein Finale. Mit der Lagenstaffel, die in der gleichen Aufstellung wie vier Monate zuvor schwamm, belegte er den sechsten Platz.
2015 bei den Weltmeisterschaften in Kasan wurde Packard Fünfter über 100 Meter Brust mit 0,35 Sekunden Rückstand auf den Drittplatzierten. Zum Abschluss der Wettbewerbe gewannen Mitch Larkin, Jake Packard, Jayden Hadler und Cameron McEvoy als Lagenstaffel die Silbermedaille hinter dem US-Team. David Morgan und Kyle Chalmers wurden im Vorlauf eingesetzt.
Bei den Olympischen Spielen in Rio de Janeiro schwamm Packard über 100 Meter Brust die sechstschnellste Vorlaufzeit. Im Halbfinale war er zwei Zehntelsekunden langsamer als im Vorlauf und verfehlte die Finalteilnahme als Neunter des Halbfinales um 0,03 Sekunden. Zum Abschluss der Schwimmwettbewerbe erreichte die Lagenstaffel mit Mitch Larkin, Jake Packard, David Morgan und Cameron McEvoy das Finale mit der viertbesten Zeit. Im Endlauf waren Larkin, Packard, Morgan und Kyle Chalmers zweieinhalb Sekunden schneller als die Vorlaufstaffel und erhielten Bronze hinter dem US-Quartett und den Briten. McEvoy erhielt für seinen Vorlaufeinsatz ebenfalls eine Bronzemedaille.
Im April 2018 fanden die Commonwealth Games in Gold Coast statt. Packard erreichte sowohl über 50 Meter als auch über 100 Meter Brust den vierten Platz. Die Lagenstaffel mit Mitchell Larkin, Jake Packard, Grant Irvine und Kyle Chalmers gewann den Titel mit 0,09 Sekunden Vorsprung vor dem englischen Quartett. Bei den Pan Pacific Swimming Championships 2018 in Tokio erschwamm Packard über 100 Meter Brust die Silbermedaille hinter dem Japaner Yasuhiro Koseki. Die Lagenstaffel mit Mitch Larkin, Jake Packard, Grant Irvine und Kyle Chalmers wurde Dritte hinter dem Quartett aus den Vereinigten Staaten und den Japanern, wobei alle drei Staffeln innerhalb von 0,32 Sekunden anschlugen. Die 4-mal-100-Meter-Mixed-Lagenstaffel mit Mitch Larkin, Jake Packard, Emma McKeon und Cate Campbell siegte mit zwei Sekunden Vorsprung vor dem zweitplatzierten japanischen Quartett.